# Łagów (Powiat Świebodziński)
Łagów (deutsch Lagow) ist ein Dorf mit kleinstädtischem Charakter im Powiat Świebodziński der polnischen Woiwodschaft Lebus. Das Dorf ist Sitz der gleichnamigen Landgemeinde mit nahezu 5000 Einwohnern.

## Geographische Lage
Die Ortschaft liegt am Flüsschen Pliszka (Pleiske) im früheren Land Sternberg (Ziemia Torzymska), dem südlichen Teil der Neumark nördlich der Europastraße von Frankfurt (Oder) nach Świebodzin (Schwiebus). Die Entfernung nach Frankfurt beträgt etwa 45 Kilometer, nach Schwiebus etwa 25 Kilometer. Lagow liegt inmitten des Lagower Landschaftsschutzparks.

## Geschichte
Der nahe dem Ort gelegene Falkenberg war schon in der Bronzezeit (Lausitzer Kultur) besiedelt. An gleicher Stelle befand sich im 11. und 12. Jahrhundert eine slawische Burg. 1251 kam das Gebiet unter deutsche Herrschaft. 1258 kam Schloss Lagow in den Besitz des Markgrafen Johann I.; in den folgenden Jahrzehnten war es zwischen den Bischöfen von Lebus, den Brandenburger Markgrafen und den Erzbischöfen von Magdeburg umstritten.

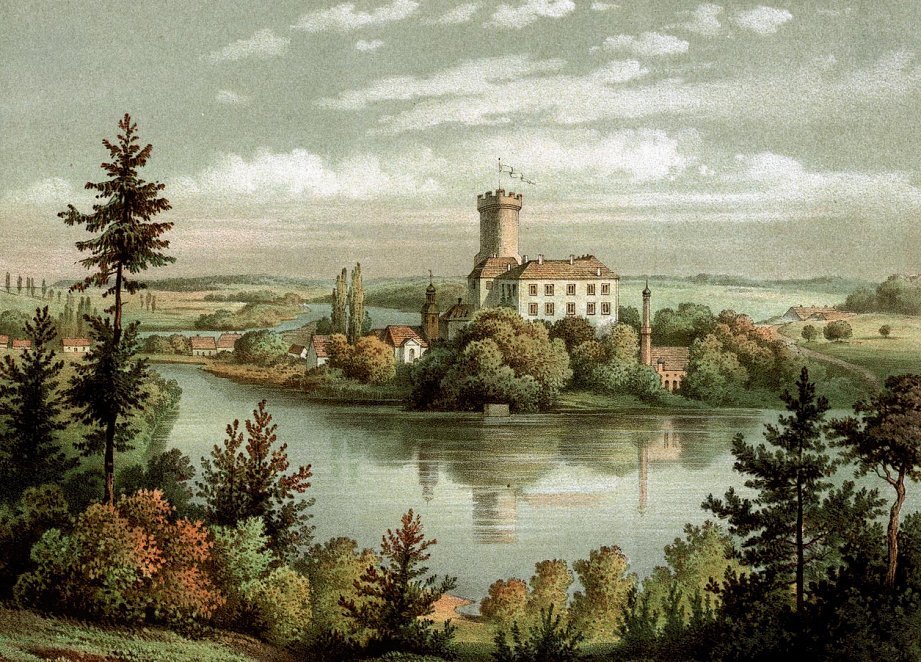
Schloss Lagow um 1860, Sammlung Alexander Duncker

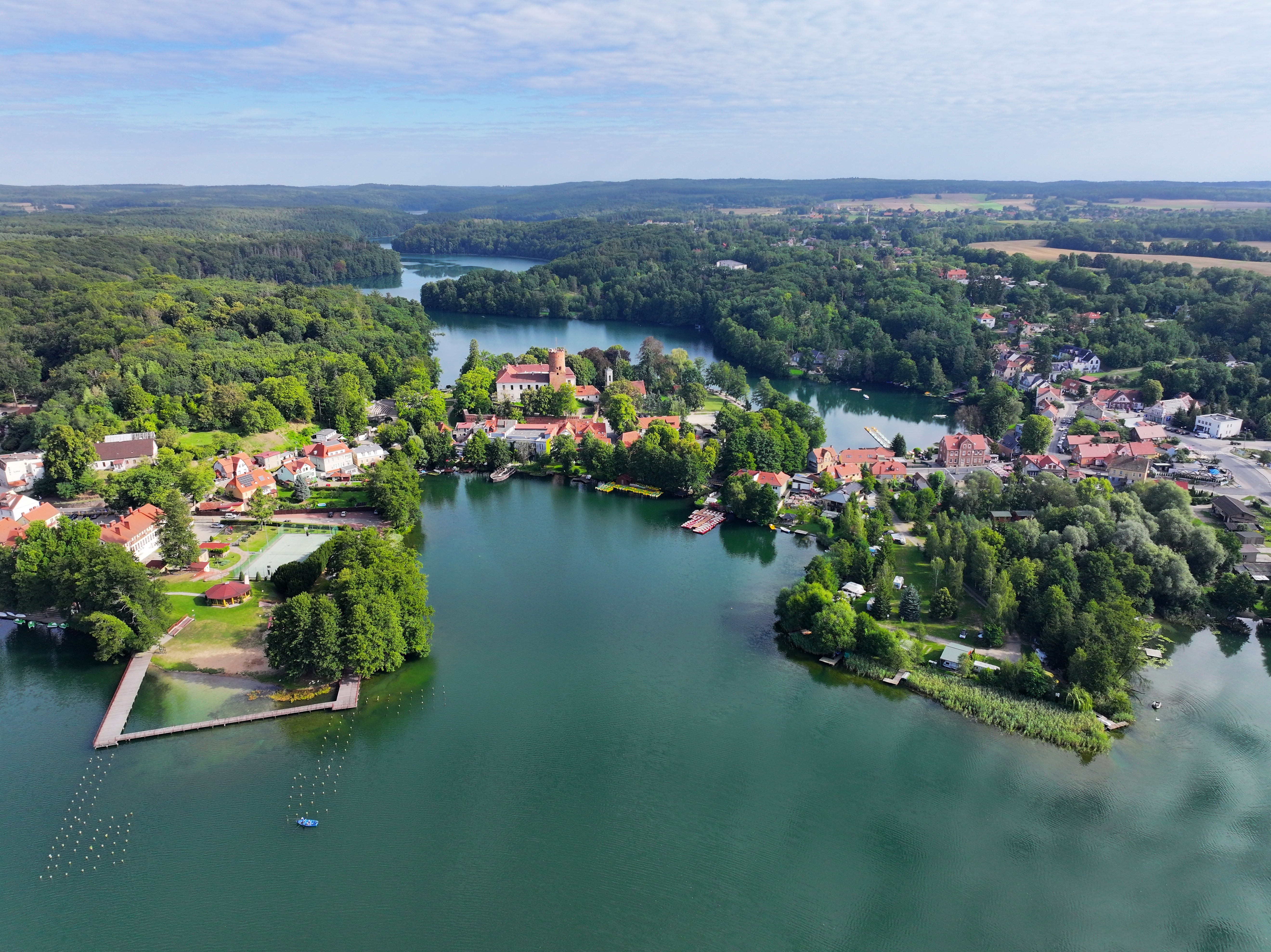
Blick von Süden auf Łagów

1299 wurde Lagow zum ersten Mal erwähnt, als die Brandenburger Markgrafen Otto IV. und Heinrich II. die Burg dem Ritter Albrecht von Klepitz übereigneten. Die damalige Anlage lag etwa 500 m nordwestlich der bis heute bestehenden Johanniterburg auf dem Falkenberg. Der Ort gehörte zum märkischen Land Sternberg, das 1313 erstmals unter dieser Bezeichnung erwähnt wurde.
Mitte des 14. Jahrhunderts ging Burg Lagow mit den daran hängenden feudalen Herrschaftsprivilegien in den Besitz des Johanniterordens über, der nach kurzer Zeit mit dem Bau einer neuen Burg begann, die auf einem Hügel zwischen dem Tschetschsee (polnisch Ciecz) im Norden und dem Lagowsee im Süden auf einer schmalen Landenge angelegt wurde.
Am Fuß der Veste entstand eine zugehörige Siedlung für Handwerker und Dienstmannen, die mit Wehrmauern und zwei Toren, heute Märkisches Tor (polnisch Brama Marchijska) und Polnisches Tor (polnisch Brama Polska) genannt, gesichert wurde. Am Ende des 14. Jahrhunderts wurde auf der Burg eine Johanniterkomturei eingerichtet, die zum Herrenmeistertum Sonnenburg gehörte. Lagow war eine der größten Komtureien des Johanniterordens. 1535 bis 1571 gehörte Lagow zu Brandenburg-Küstrin, fiel dann aber an Kurbrandenburg zurück. 1569 bekam Lagow Stadtrecht.
Als Teil Brandenburgs kam Lagow mit diesem an Brandenburg-Preußen. Während des Dreißigjährigen Krieges wurde Lagow 1640 durch Schweden eingenommen und zerstört. 1726 wurde das Stadtrecht erneuert; um 1800 war die Stadt eine Zeitlang die kleinste in Preußen. Das Land Sternberg wurde im Zuge der Gliederung Brandenburgs in Kreise 1747 zum Sternbergischen Kreis. Im Jahr 1750 hatte das Städtchen 267 Einwohner, im Jahr 1850 450 Einwohner, und 1925 dann 630 Einwohner. Die Stadt hatte schon um die Wende zum 20. Jahrhundert einen Ruf als Luftkurort.
Nach der Auflösung der Komturei im Jahre 1811 ging Schloss Lagow und seine Ländereien in privaten Besitz über, feudale Privilegien waren durch das Oktoberedikt von 1807 und das Regulierungsedikt von 1811 erloschen bzw. abzugelten. Mit Bildung der Bezirke in Preußen ab 1815, kam Lagow als Teil des Kreises Sternberg an den Regierungsbezirk Frankfurt. Das Städtchen war Sitz einer königlichen Oberförsterei sowie eines Rentamtes. Der Ort entwickelte sich zu einer beliebten Sommerfrische und zum Luftkurort mit 3000 Gästen (1929).
Lagow gehörte ab Teilung des Kreises Sternberg 1873 bis 1945 zum Landkreis Oststernberg der Provinz Brandenburg.
Während der Kampfhandlungen gegen Ende des Zweiten Weltkriegs im Frühjahr 1945 wurden die Burg und die Ortschaft nicht zerstört. Nach Kriegsende 1945 wurde Lagow unter polnische Verwaltung gestellt. Es siedelten sich polnische Migranten an. Die einheimischen Bewohner wurden – soweit sie nicht geflohen waren – von der örtlichen polnischen Verwaltungsbehörde vertrieben. Die Schreibweise des Ortsnamens wurde in Łagów abgeändert.
Das bis heute von der Ortschaft geführte Wappen erinnert an die jahrhundertelange Präsenz der Johanniter in Lagow.
Die Haupterwerbszweige der Bevölkerung  sind gegenwärtig die Landwirtschaft und der Tourismus.

## Sehenswürdigkeiten
- Kirche St. Johannes der Täufer, 1725–1726 für die evangelische Gemeinde erbaut. 1876 wurde sie grundlegend umgebaut und um einen Turm und ein Querschiff erweitert. Am 28. Oktober 1945, am Christkönigsfest, wurde sie als römisch-katholische Kirche geweiht, die dem Heiligen Johannes dem Täufer geweiht wurde.
- Kapelle der Enthauptung Johannes des Täufers, Holzbau von 1929
- Johanniterburg Lagow, erbaut in der 2. Hälfte des 14. Jahrhunderts
- Märkisches Tor, erbaut im 16. Jahrhundert
- Polnisches Tor, errichtet im 15. Jahrhundert, im 16. Jahrhundert umgebaut

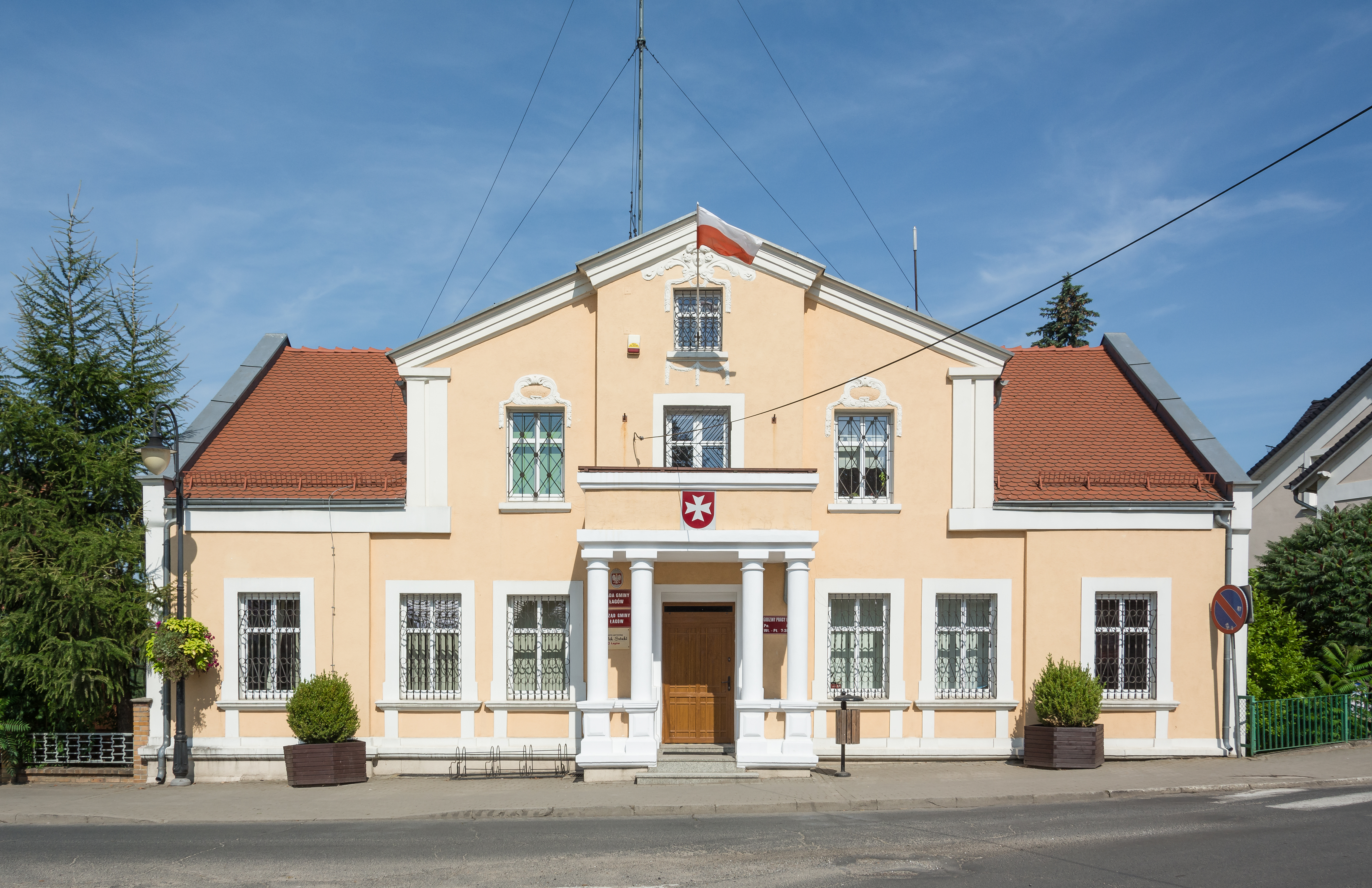
Rathaus Łagów
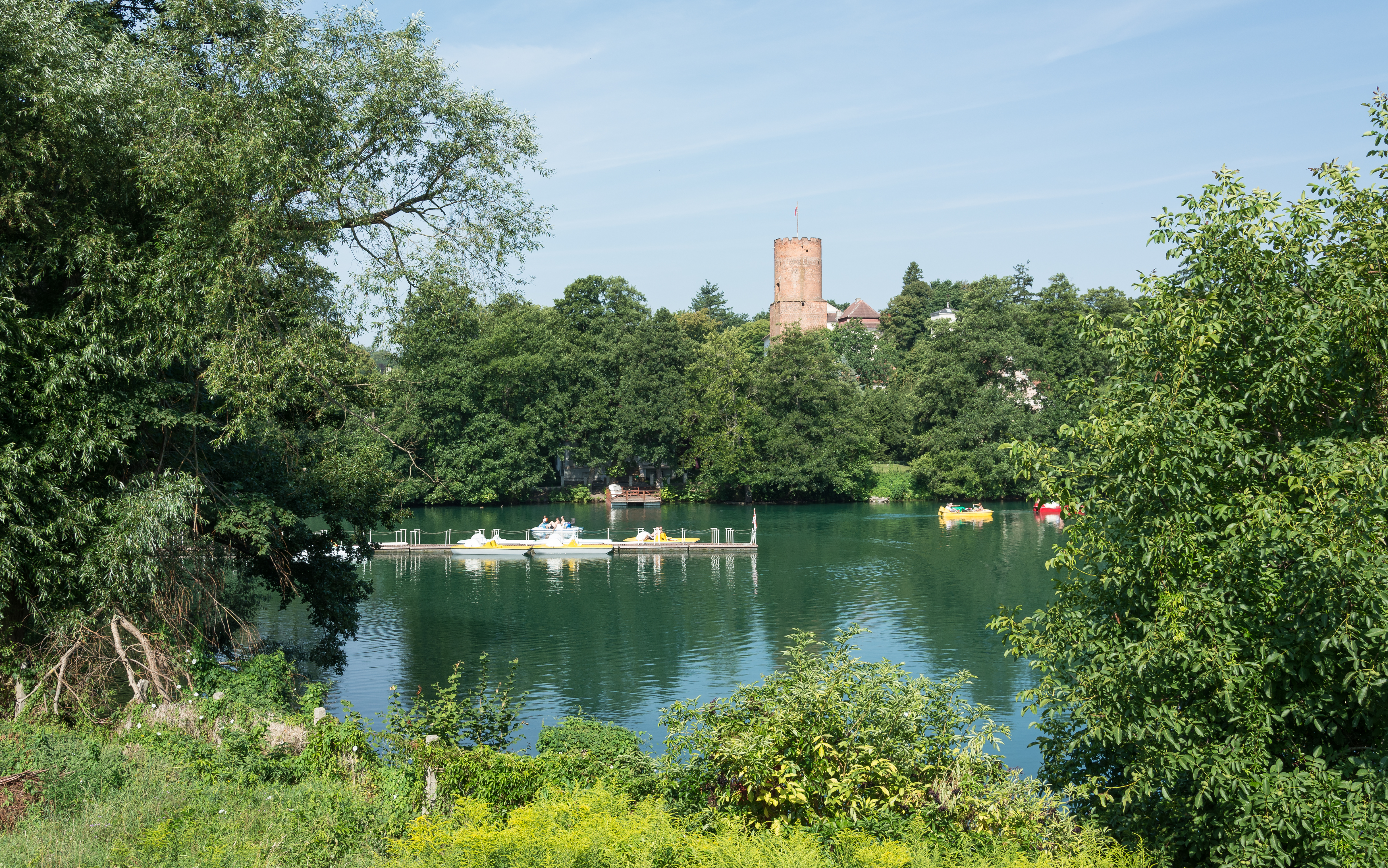
Blick über den Lagower See auf die Johanniterburg
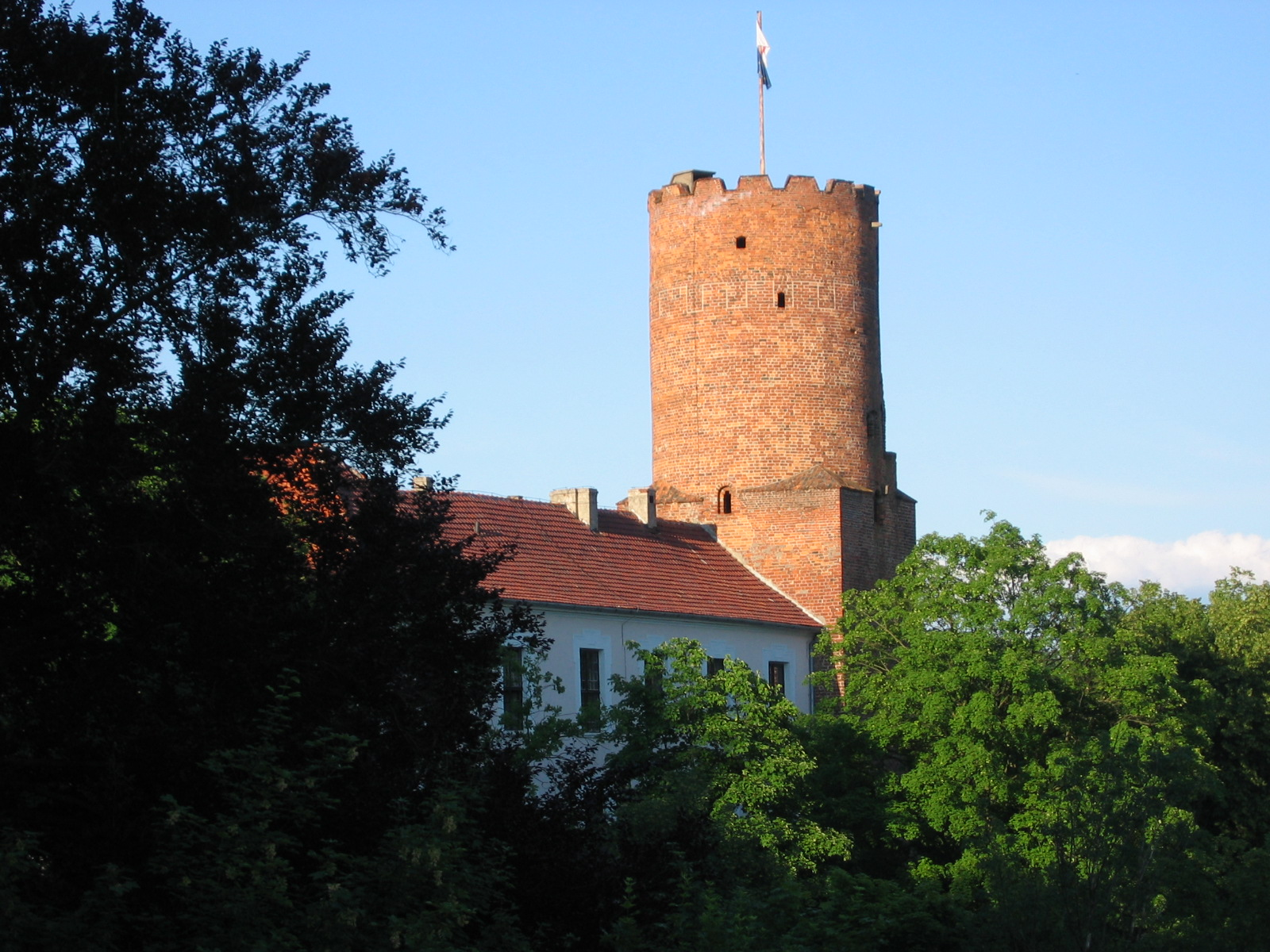
Ehemalige Burg des Johanniterordens
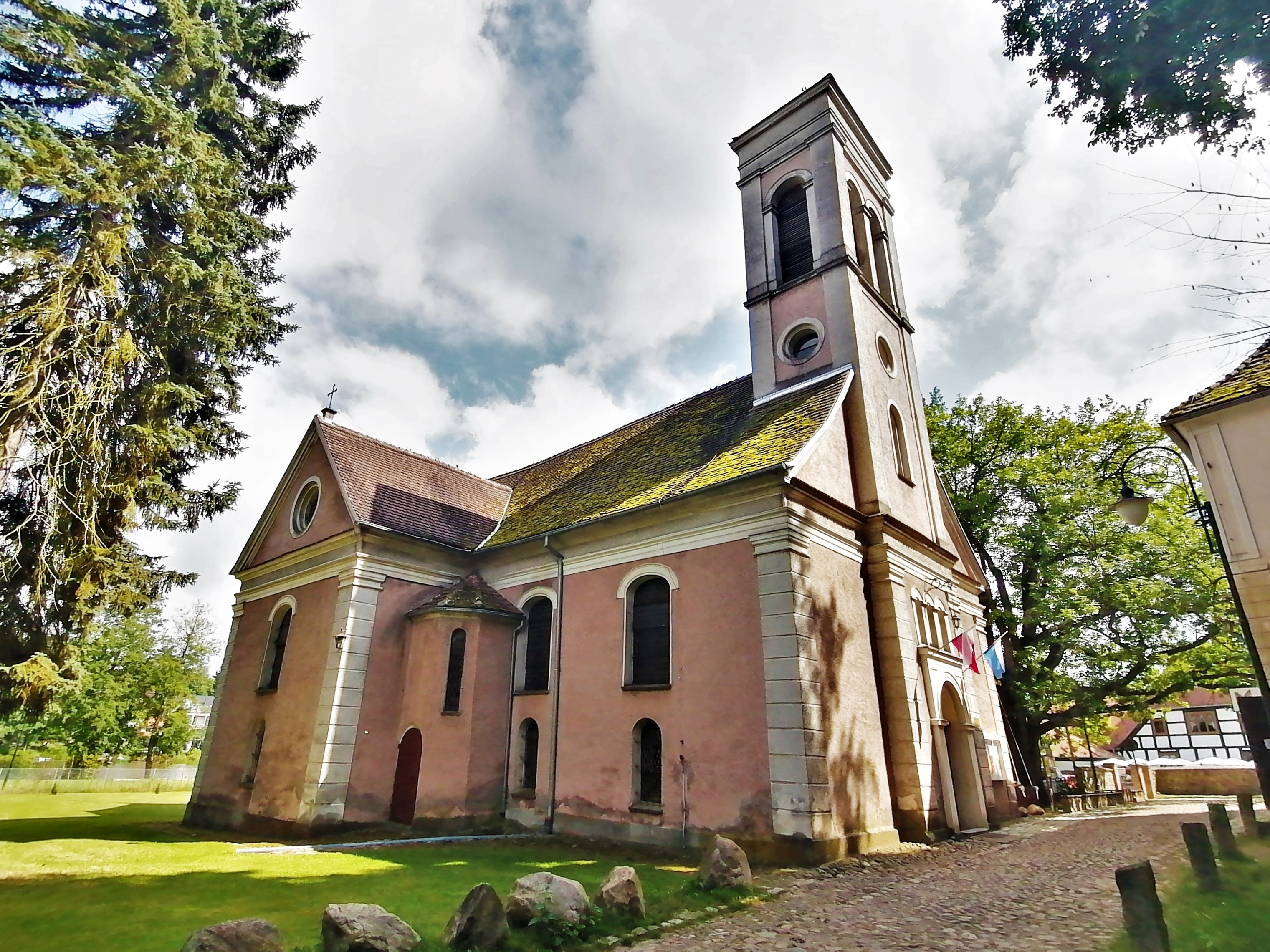
Kirche St. Johannes der Täufer in Łagów
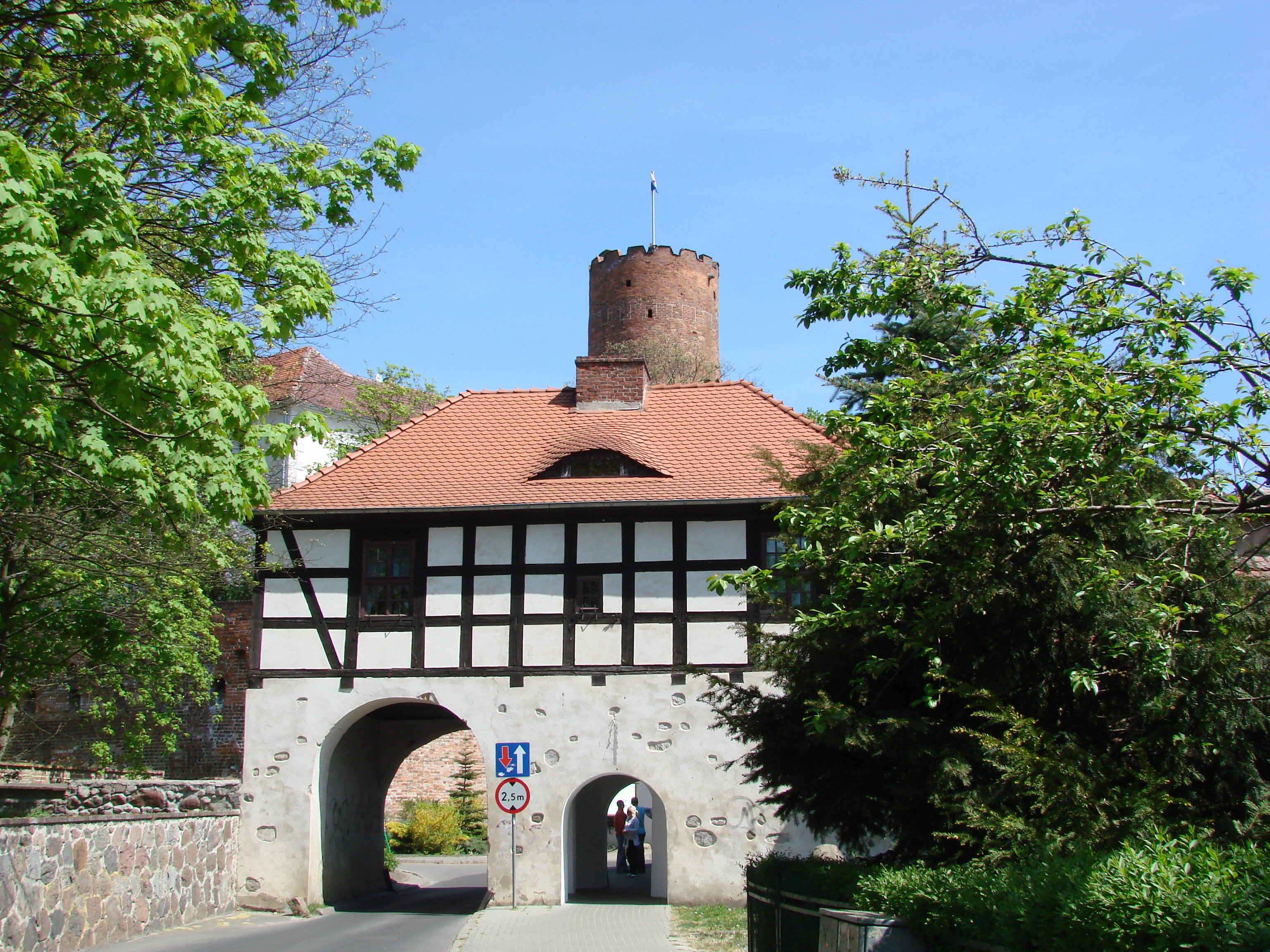
Märkisches Tor
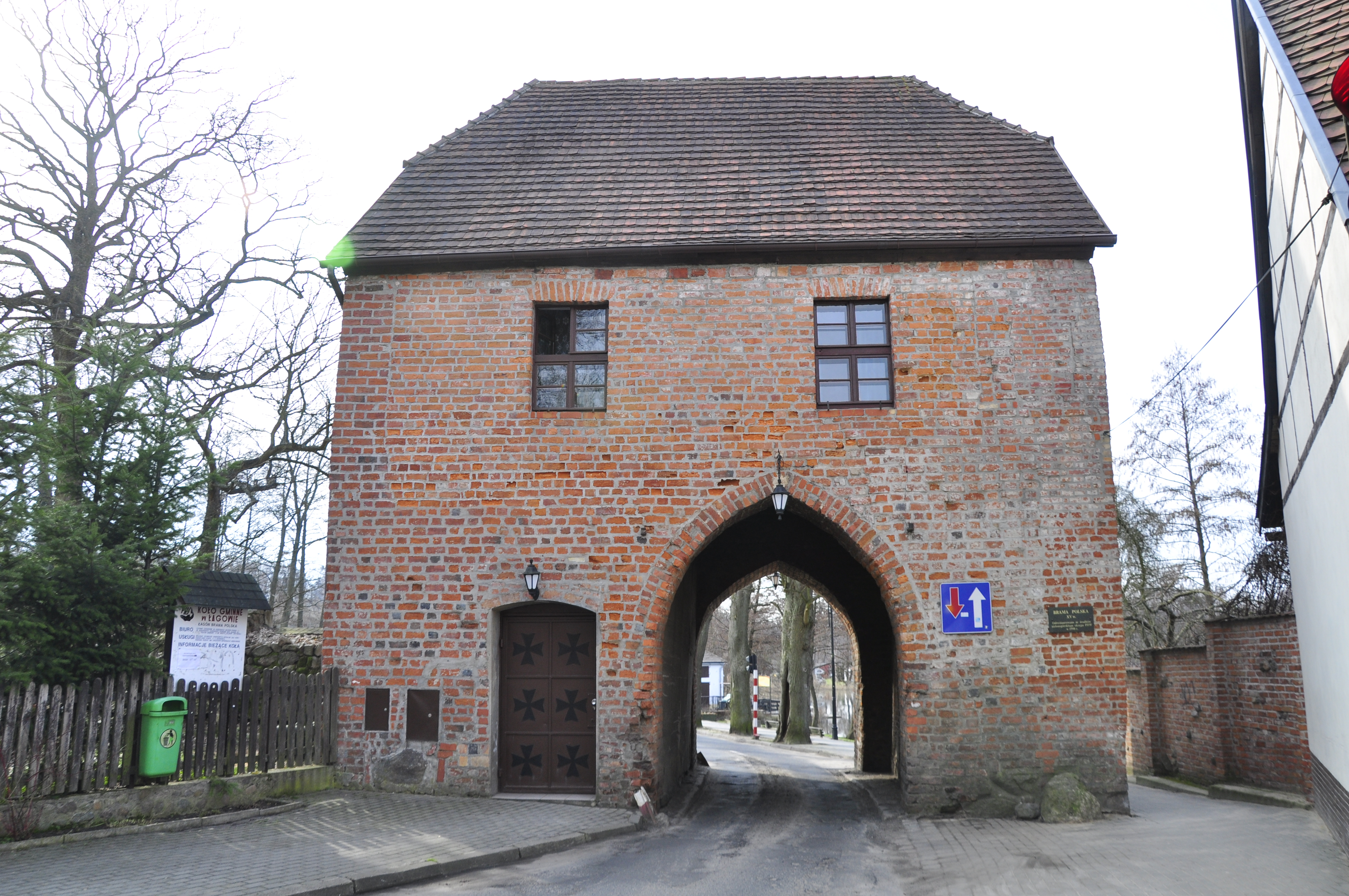
Polnisches Tor
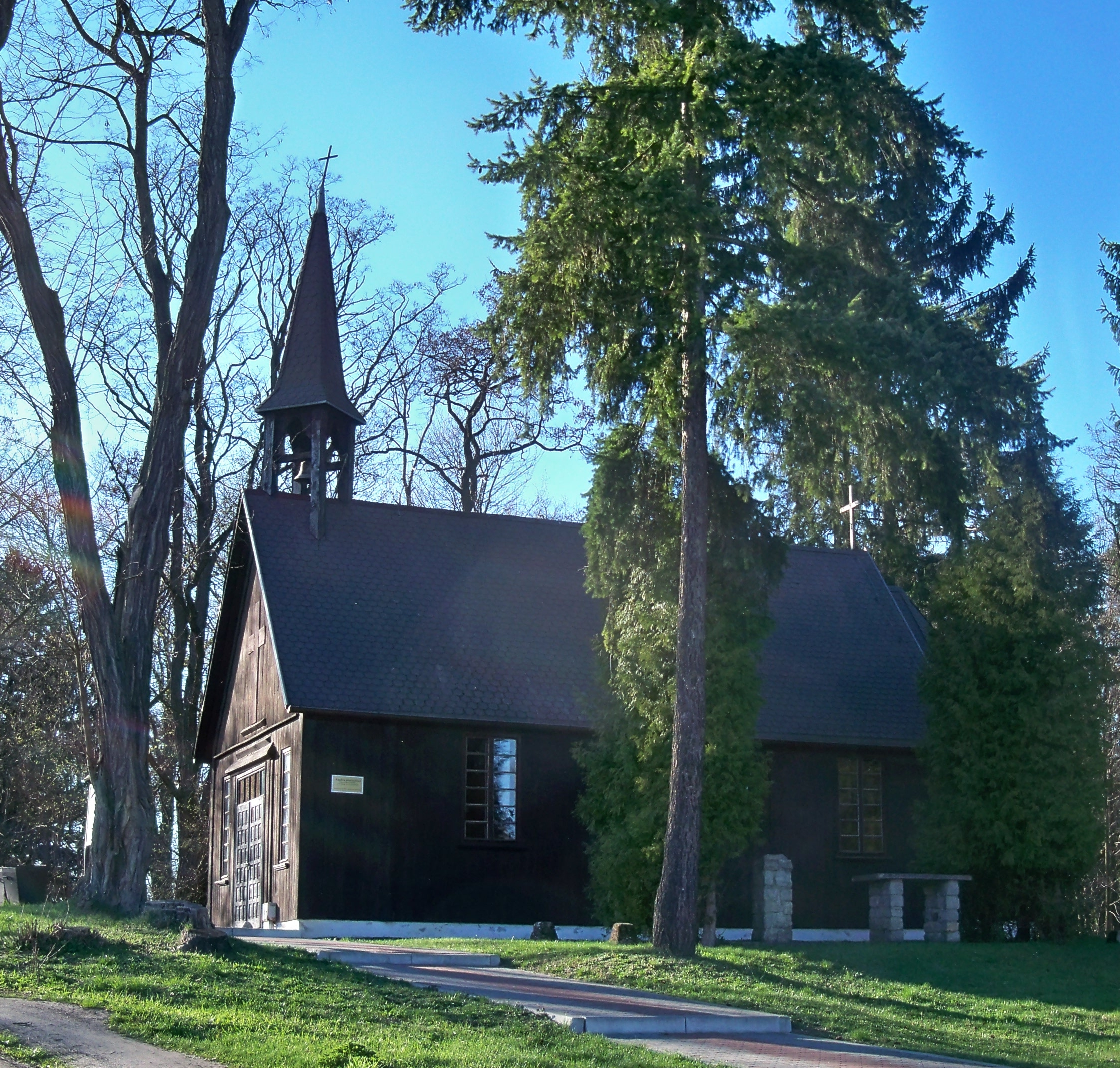
Holzkapelle der Enthauptung des Heiligen Johannes der Täufer
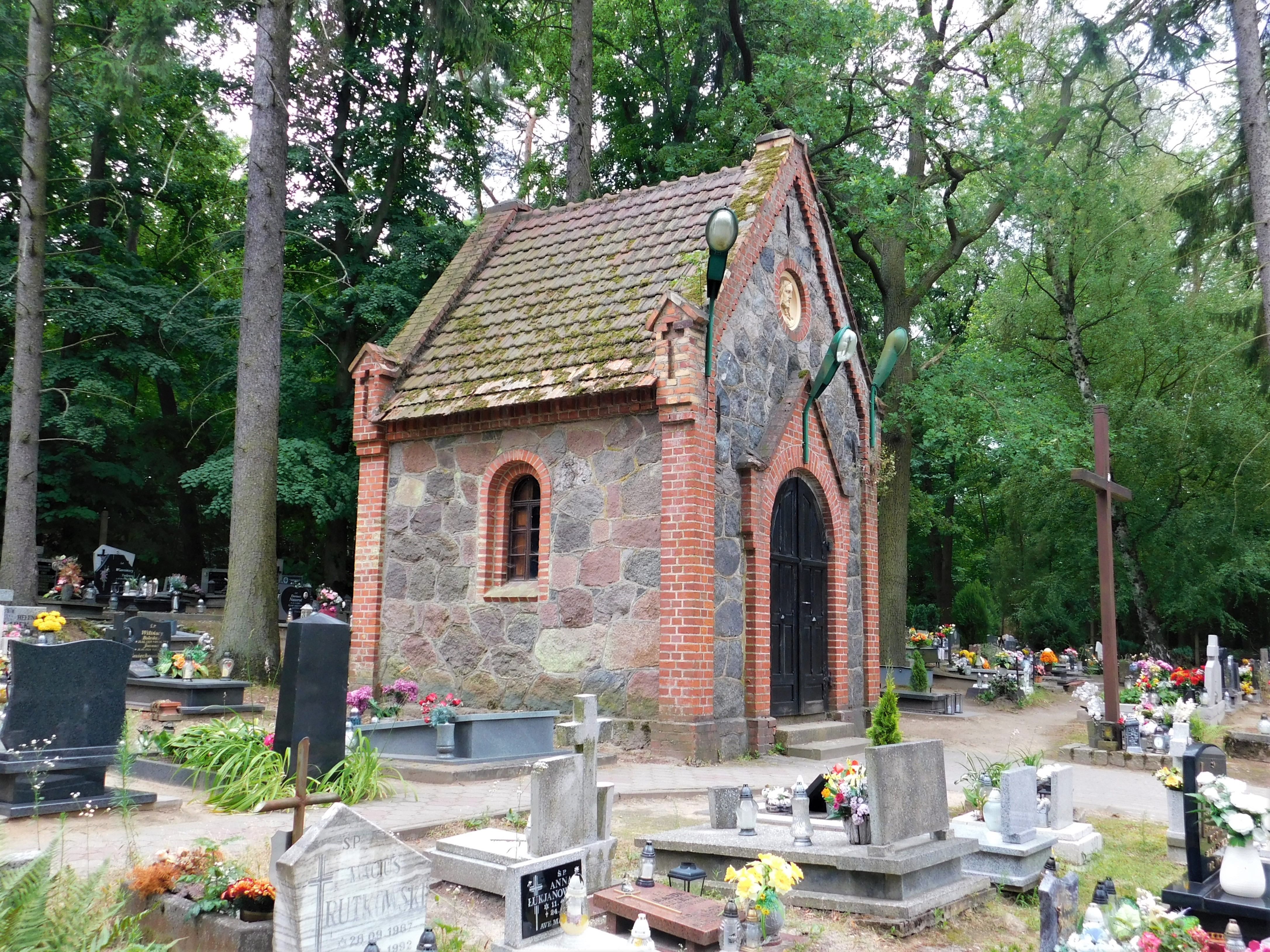
Kapelle auf dem Friedhof von Łagów
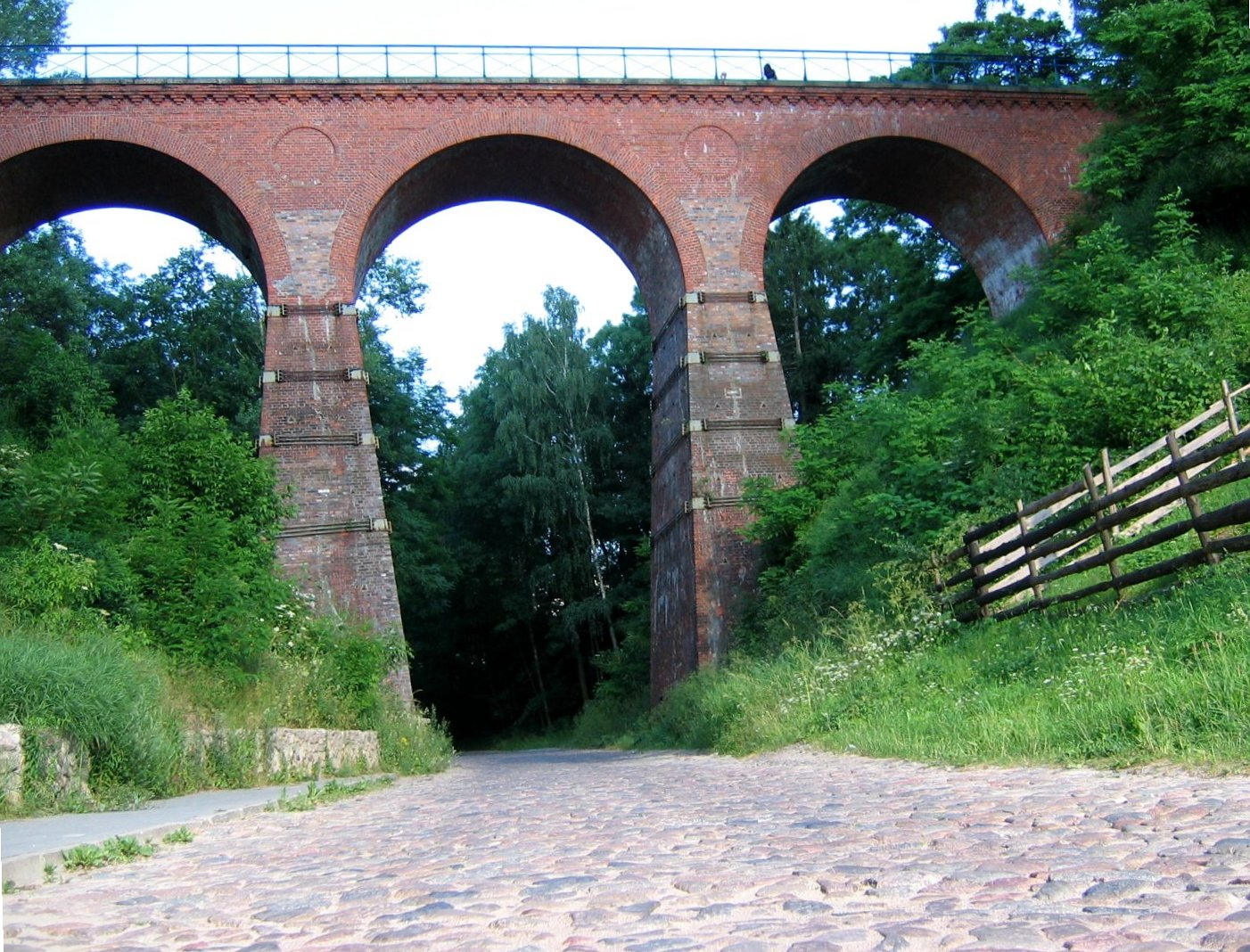
Viadukt der Bahnlinie Meseritz–Topper
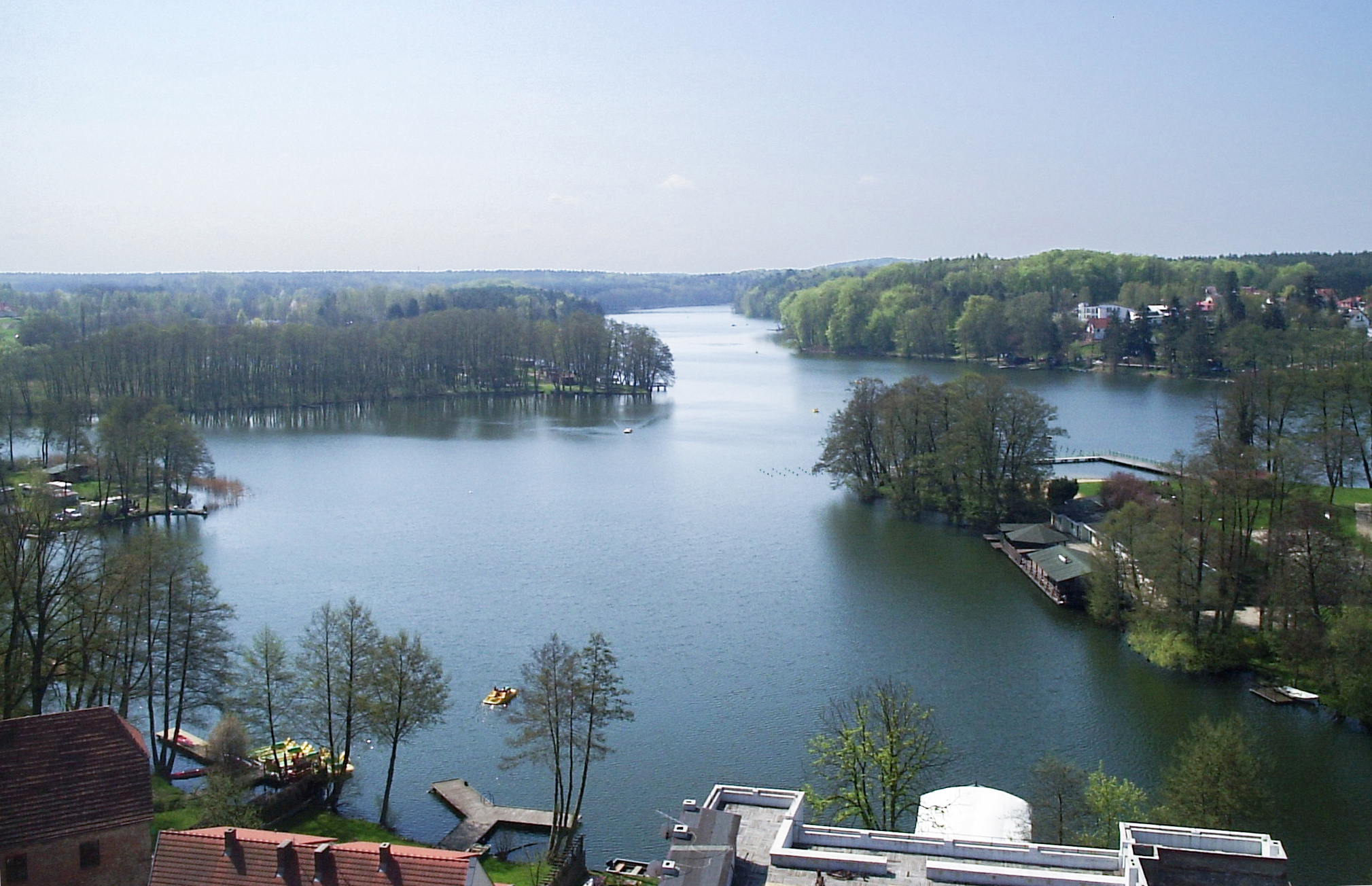
Lagowsee

## Demographie
| Jahr | Einwohner | Anmerkungen |
| ---- | --------- | --- |
| 1732 | 0201      | [ 2 ] |
| 1750 | 0267      | [ 2 ] |
| 1801 | 0319      | [ 2 ] |
| 1802 | 0325      | [ 8 ] |
| 1810 | 0243      | [ 8 ] |
| 1816 | 0295      | davon 293 Evangelische und zwei Katholiken                                                                               |
| 1821 | 0351      | in 61 Häusern |
| 1840 | 0388      | in 62 Häusern |
| 1850 | 0423      | [ 2 ] |
| 1855 | 0586      | darunter drei Katholiken und neun Juden                                                                                  |
| 1867 | 0452      | am 3. Dezember |
| 1871 | 0446      | am 1. Dezember, in 65 Häusern, davon 434 Evangelische, fünf Katholiken, eine sonstige christliche Person und sechs Juden |
| 1900 | 0617      | [ 7 ] |
| 1910 | 0495      | am 1. Dezember |
| 1933 | 1093      | [ 13 ] |
| 1939 | 1155      | [ 13 ] |

## Eigentümer von Schloss und Gut Lagow
Besitzer von Schloss und Gut Lagow von 1350 bis 1945:
- 1350–1810: Johanniterorden
- 1810–1818: Preußische Staatsdomäne
- 1819–1830: August Friedrich Wilhelm Franz von Zastrow
- 1834–1843: Franz Wilhelm von Barfus-Falkenberg
- 1843–1852: Hermann von Oppen aus dem Haus Groß-Gandern
- 1852–1856: Familie von Arnim
- 1856–1893: Graf Hugo Wrschowetz Sekerka von Sedcziz[15]
- 1893–1945: Baronin Wurmb von Zinck, geb. Gräfin von Wylich und Lottum

## Gemeinde
Zur Landgemeinde (gmina wiejska) gehören zehn weitere Dörfer mit einem Schulzenamt (sołectwo).

## Kultur
In Łagów findet seit Ende der 1960er Jahre alljährlich zur Mittsommernacht das Lubuskie Lato Filmowe (Lebuser Filmsommer) genannte älteste polnische Spielfilmfestival statt.

## Persönlichkeiten
- Matthäus Hagen († 1458), waldensischer Prediger (geboren in Selchow)
- Adam von Schlieben (1552–1628), Geheimer Rat in der Mark Brandenburg und Reisender
- Walter Prüschenk von Lindenhofen (1857–1916), Reichstagsabgeordneter
- Gerhard Domagk (1895–1964), Bakteriologe und Nobelpreisträger